# Вольсдорф (Саксония-Анхальт)
Вольсдорф (нем. Wohlsdorf) — деревня в Германии, в земле Саксония-Анхальт, входит в район Зальцланд, и подчиняется городскому округу Бернбург.
Население составляет 490 человек (на 1 января 2010 года). Занимает площадь 7,48 км².

## История
Первое упоминание о поселении относится к 986 году.
До 2010 года Вольсдорф образовывала собственную коммуну, куда также входило село Крюхерн.
1 января 2010 года, после проведённых реформ, Вольсдорф вошёл в состав городского округа Бернбург в качестве района. В этот район также вошло село Крюхерн.

## Галерея

Вольсдорф на карте городского округа
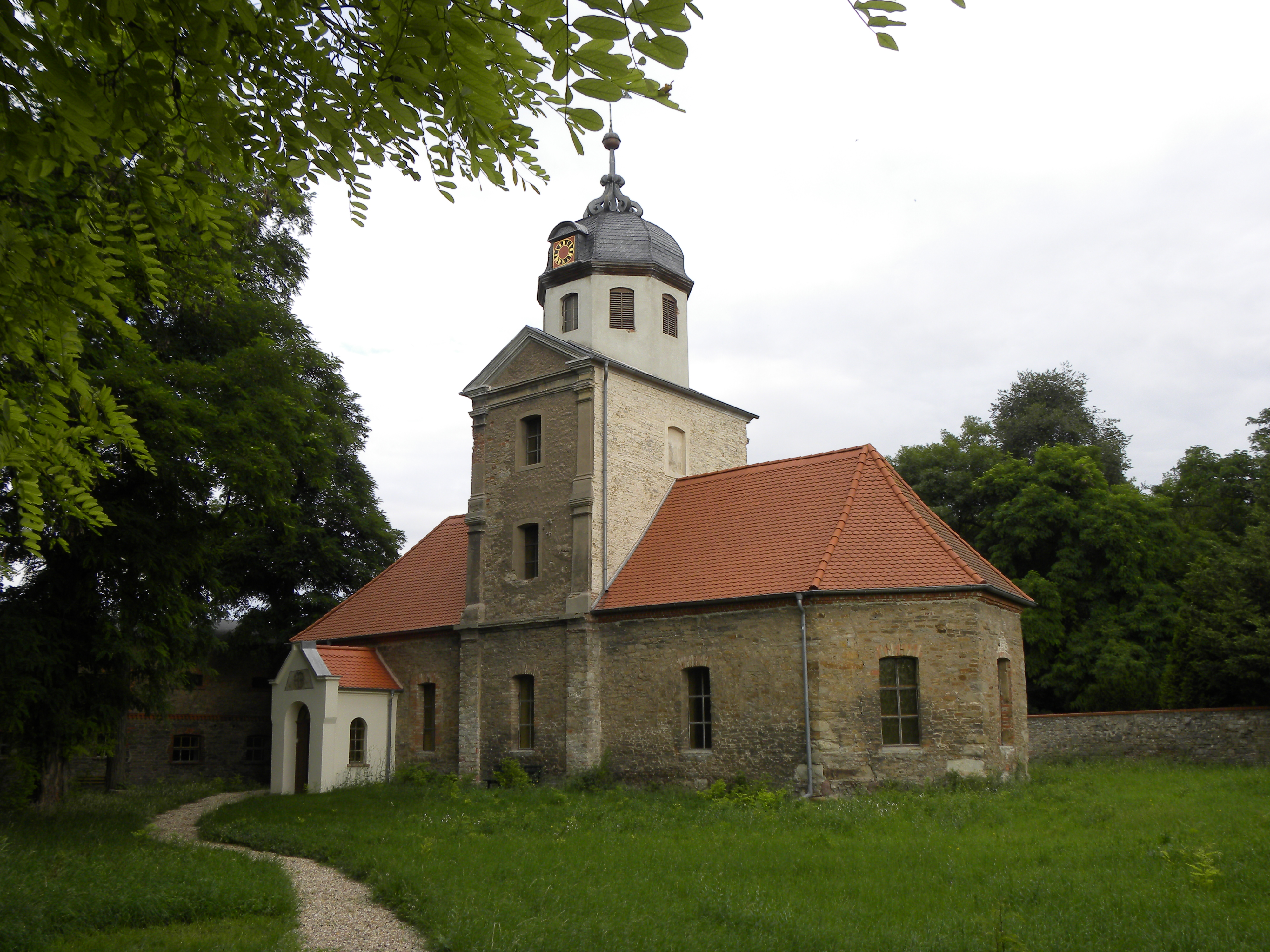
Церковь Вольсдорфа